# Педиофобија
Педиофобија (παιδ + φοβος у преводу са старогрчког - „лутка“ и „страх“) је ирационални страх од лутака, манекена, робота и било којих других хуманоидних ствари или уређаја.

## Опис
Педиофобија је врста неурозе која се манифестује страхом од лутака. Страх од лутака у почетку се односио на стари порцелан, природне играчке и оне које су могле да говоре и да се крећу. Ово се сада протеже на све врсте играчака за лутке (лутке, барбике) и односи се на разне фобије људских фигура, укључујући манекене, роботе, цртеже, изрезе итд.
Педиофобија још није довољно проучена, узроци страха нису идентификовани, али је сила шока повезана са овим начином размишљања, када дете доживљава свет лутака и других играчака као стварност. Даље, последице било ког догађаја који одрасли сматрају безначајним преносе се на дечију психу, а дете може да задобије тако озбиљну психолошку трауму да се појави вера у оживљавање вештачких људи, а страх од њихових поступака се укорењује у несвесни ниво.

## Узроци
Природна реакција психе на лутку и друге хуманоидне манекенке изазива анксиозност, повећану будност и страх. Ово је биолошка реакција, инхерентна на инстинктивном нивоу, сигнализирајући да објекат није жив, да може бити опасан или барем непознат. Тако се формира предодређеност страха.
Педиофобија се јавља под стресом, а сви оближњи објекти постају окидачи за алармантну реакцију. Пошто је дете у детињству окружено луткама, неспособност да се носи са нечим, као и страх од саме играчке, почињу да се повезују са оним што га је окруживало - луткама или, уопште, са свим хуманоидним играчкама.
Залеђена лица, недостатак израза лица психа перципира као мртве, стакласте очи или празне очне дупље такође изазивају осећај немртвих у близини. Ако особа има страх од смрти или је искусила тренутке везане за то, онда се на основу тога може формирати педиофобија. Снажан утицај је имао биоскоп, где се лутке често појављују у трилерима и хорор филмовима, а најчешће су негативне – зле, бацају клетве или покушавају да убију главног јунака. Специфиčне особе могу постати неуротичне након гледања таквих филмова, али деца лако преносе сценарио у стварни живот и настављају да живе по законима филма.

## Симптоми
Упечатљив симптом педиофобије је дететово активно избегавање лутака - оно их може сакрити у ормане, бацити, не улазити у просторије у којима се налазе играчке или одбијати да иде путевима на којима се могу срести. Када особа не може да избегне судар са лутком, биће му тешко да одржи дијалог због повећања нивоа анксиозности, може доћи до реакција напада панике, укључујући повећање крвног притиска, хипертензивну кризу, појаву тремора; и знојење. Са стране психе, перцепција је поремећена, мисли су збуњене, јер је главни задатак који мозак у том тренутку решава јесте да обезбеди нечију безбедност на нивоу преживљавања. Плач, мучнина, напади - све су то последице тога где је психа вођена. Према унутрашњим сензацијама, дете је испред зида који се руши, страшне ватре, цеви пиштоља, али схватање да му ова лутка не даје могућност да реагује у контексту бекства или одбране. Све ово даје снажну психолошку реакцију, оштро погоршање психолошког стања и искуство заробљености.

## Иѕвори
1. ↑  Anculle-Arauco, Victor; Alnafisah, Mohammed S; Czischke L, Karen; Rodríguez Lockward, Ángel L.; Cenovicz, Murilo Simão; Allouche Colak, Nassima; Dumont Alves, Alexandra Frealdo; Kvasnicka, Emilia; Barros, Rafael A F (2023-08-30). „Transcranial Direct Current Stimulation in Opioid Use Disorder: A Systematic Review of the Literature”. Principles and Practice of Clinical Research Journal. 9 (2). ISSN 2378-1890. doi:10.21801/ppcrj.2023.92.4.
2. ↑  „Педиофобия - что это такое, причины, симптомы, лечение” (на језику: руски). Приступљено 2024-07-07.